# Rue Mazarine
Die Rue Mazarine ist eine Straße im Quartier de la Monnaie im 6. Arrondissement von Paris.

## Lage und Anbindung
Die Rue Mazarine ist an das Metronetz durch die Haltestelle Odéon angebunden und mit den Metrolinien 4 und 10 zu erreichen.

## Name
Ihren Namen hat die Straße von der Nachbarschaft des von Kardinal Mazarin gegründeten Collège des Quatre-Nations, heute Institut de France.

## Geschichte
Die Straße wurde auf dem früheren Contrescarpe-Weg der Stadtmauer Philipps II. gebaut und entspricht in ihrem Verlauf der früheren Rue des Fossés-de-Nesle, die an der Stadtmauer auf der Außenseite entlanglief.
In einem Manuskript von 1636 wird sie als „Rue de Nesle“ bezeichnet.

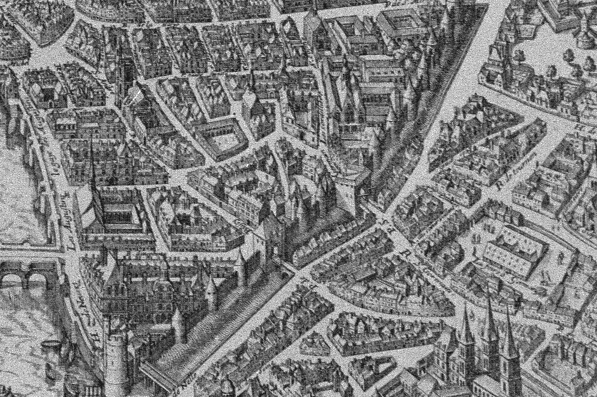
Ausschnitt aus dem Merian-Plan von 1615: Die heutige Rue Mazarine liegt an der Stadtmauer Philipps II. auf der Höhe der Tour de Nesle (unten links).
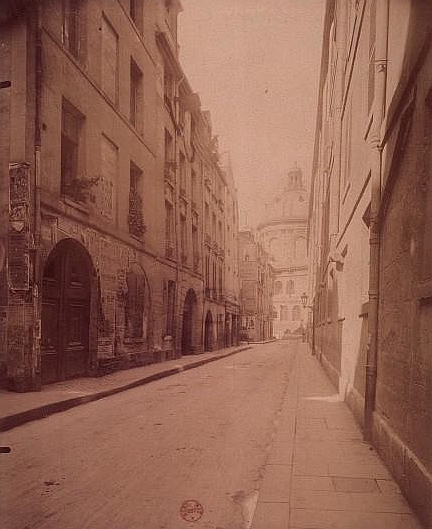
Die Rue Mazarine auf einer Fotografie von Eugène Atget im Jahr 1902.
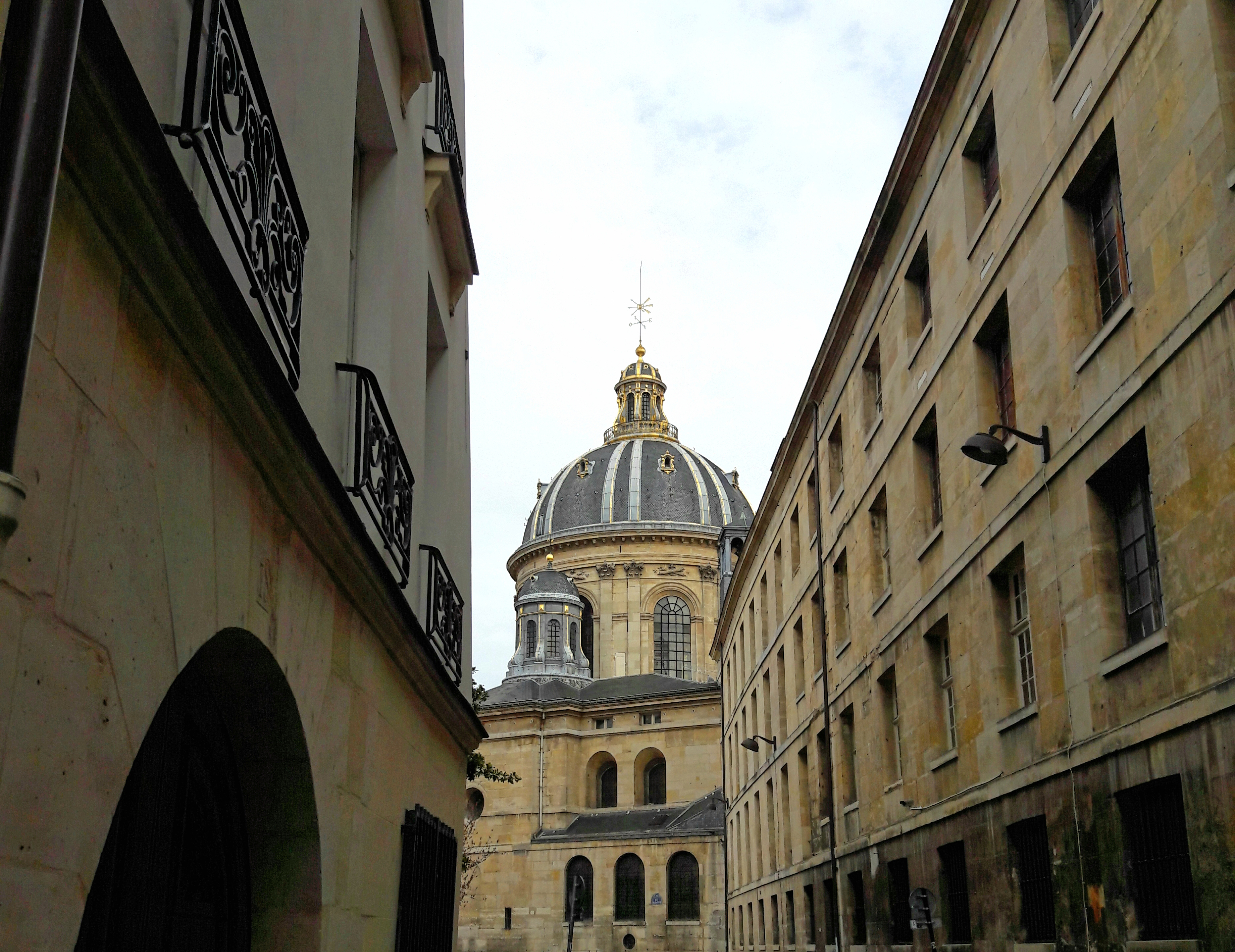
Blick aus der Rue Mazarine auf die Kuppel des Institut de France.
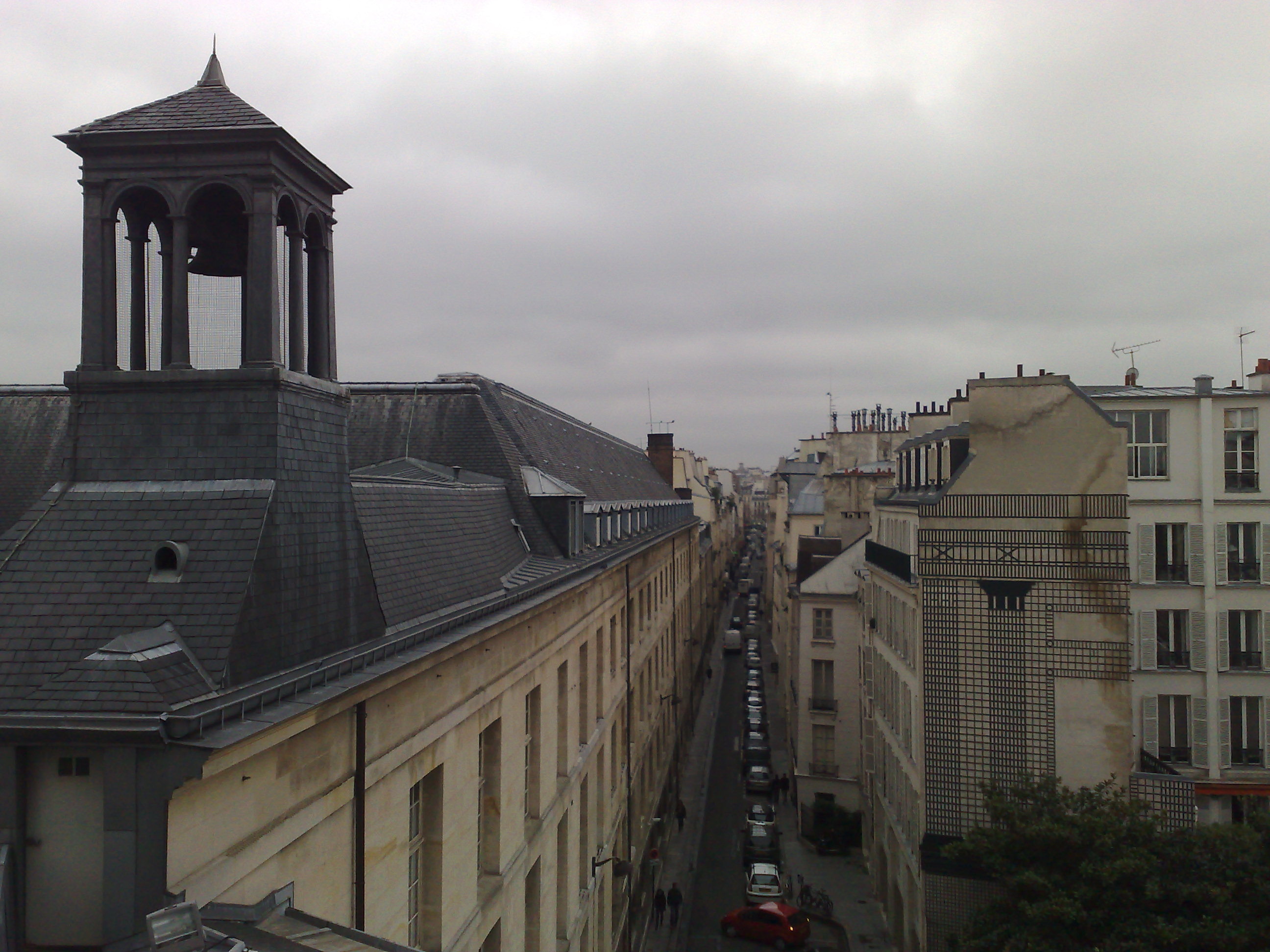
Blick von der Kuppel des Institut de France in die Rue Mazarine.
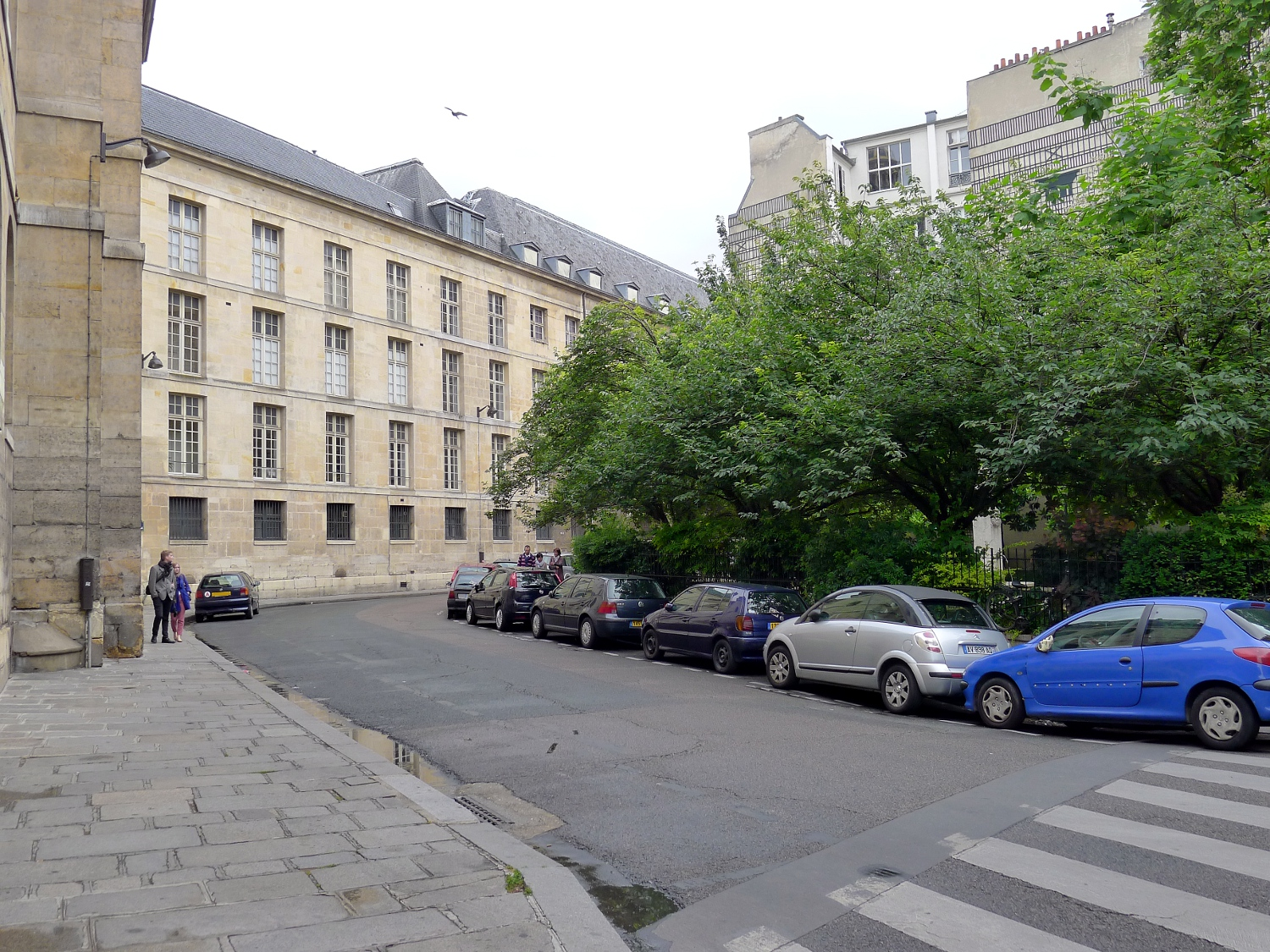
Anfang der Rue Mazarine auf der Seite der Rue de Seine. Rechts der Square Gabriel-Pierné.

## Besondere Gebäude und Gedenkorte
- Nr. 1: Wasserstandsmarke des Seinehochwassers von 1910 an der Ecke zur Rue de Seine.
- Nr. 3: Wohnung der Homöopathin Mélanie Hahnemann im Jahr 1825. Ebenfalls Wohnung des Skulpeurs und Lithographen Jules Chaplain, der dort 1909 starb.
- Nr. 4 bis: Wohnung des republikanischen Historikers und Philosophen Edgar Quinet, der 1846 durch Guizot aus dem Collège de France ausgeschlossen worden war.
- Nr. 5: Wohnung der Marie Desmares, genannt la Champmeslé, der berühmten Übersetzerin der Stücke von Jean Racine. Wohnung von Guillaume Guillon Lethière (1760–1832) in den Jahren 1823–1825. Atelier des Bildhauers Henri Lagriffoul, an den eine Gedenktafel erinnert.
- Nr. 10–14: Jeu de paume der Métayers (Mestayers). Jean-Baptiste Poquelin genannt Molière gründete dort 1643 sein Illustre Théâtre. Die erste Aufführung der Truppe fand am 1. Januar 1644 statt.
- Nr. 12: Eine Gedenktafel erinnert an den hier und bis auf die Nachbargrundstücke gelegenen Platz für das Jeu de Paume. Später lag hier das Atelier des Malers Joseph Vernet.

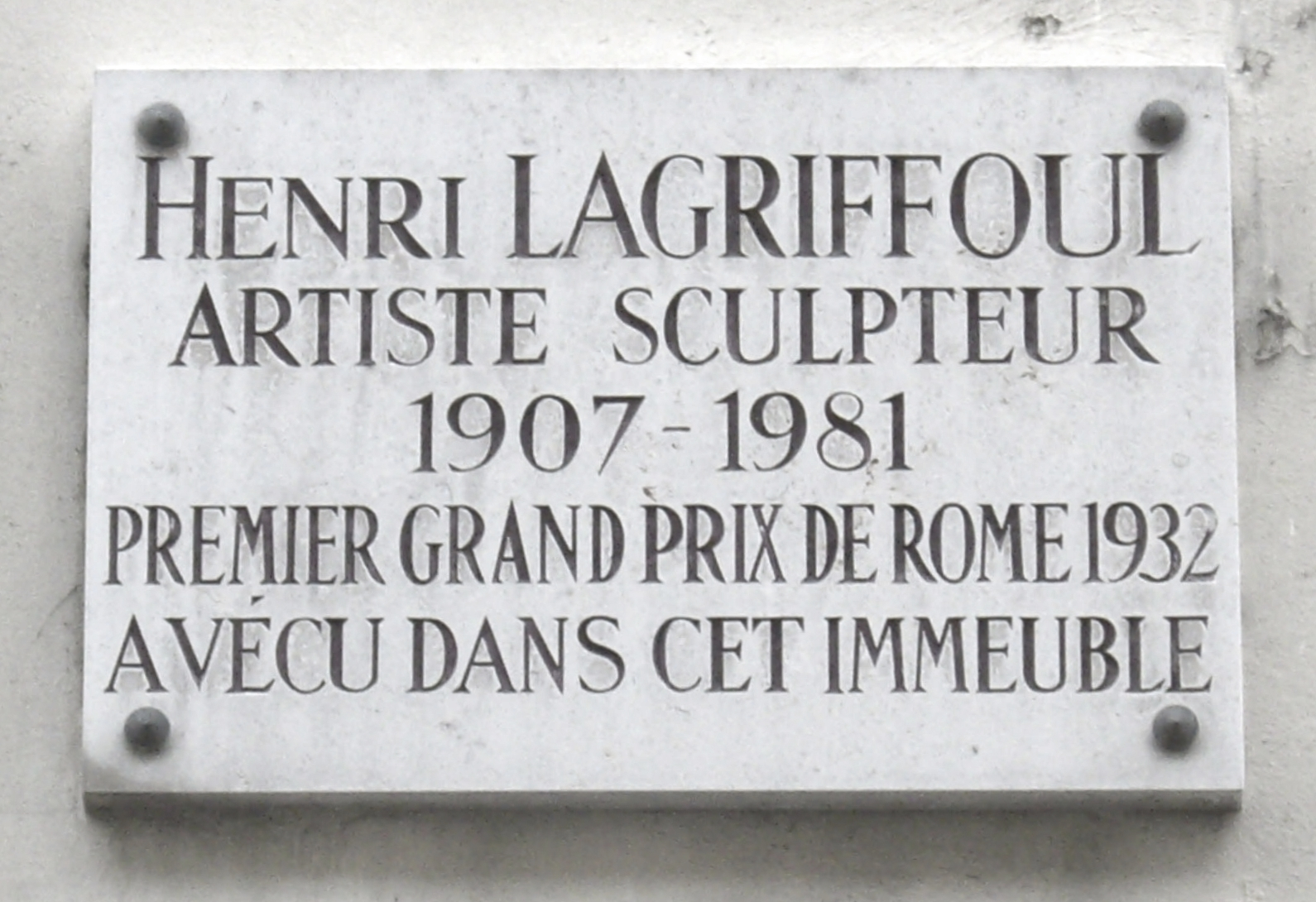
Tafel an der Nr. 5.
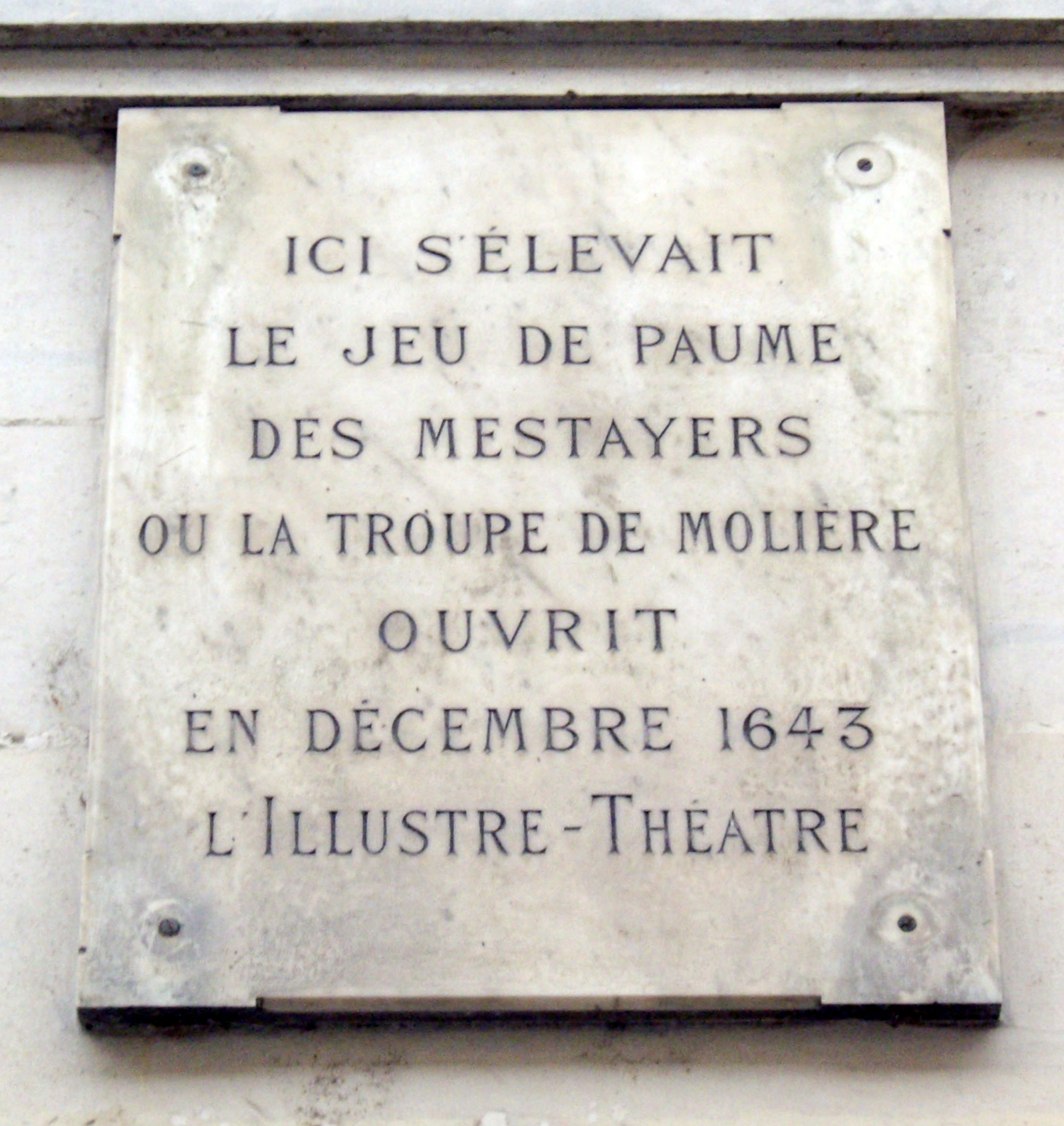
Tafel an der Nr. 12.
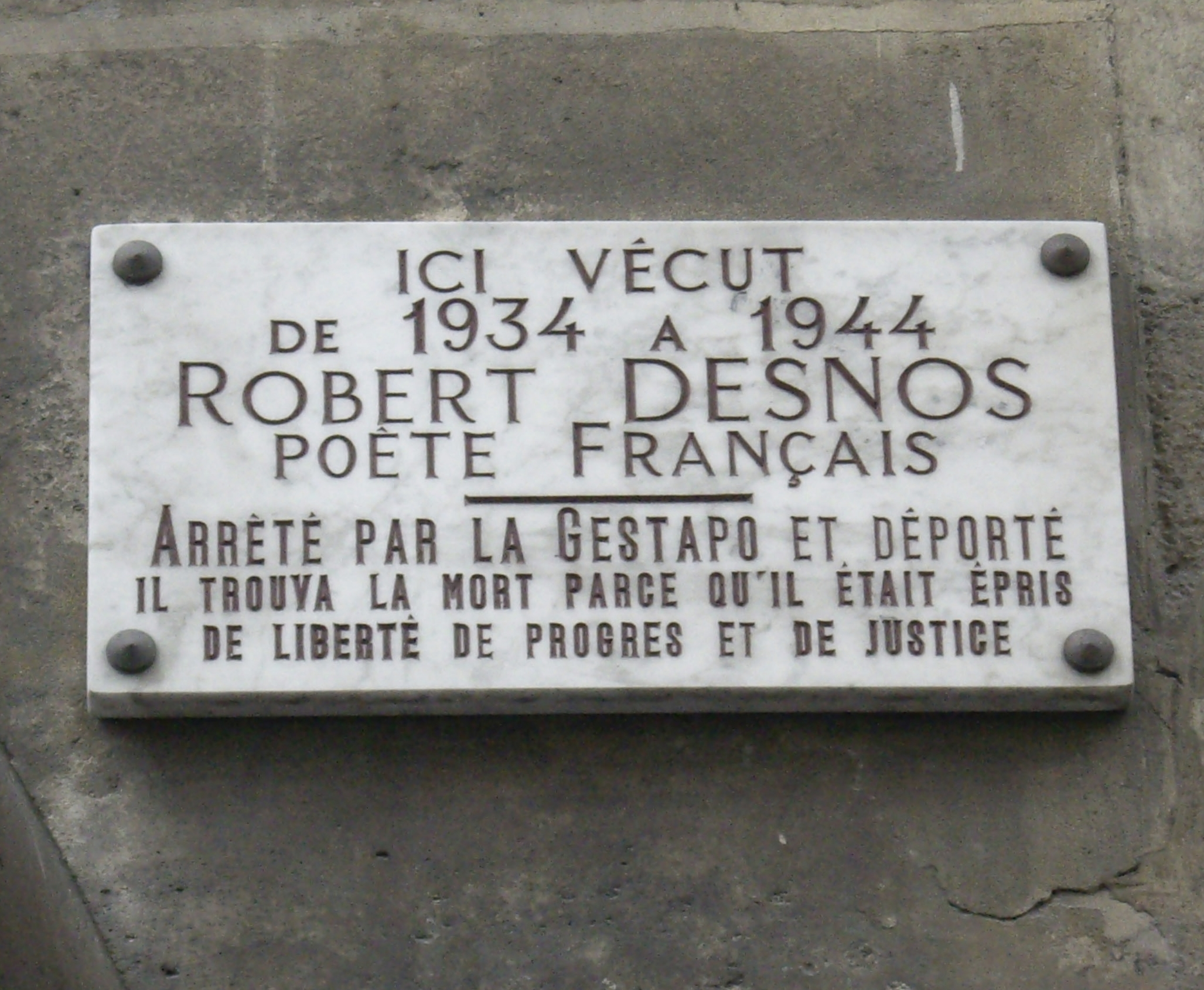
Tafel an der Nr. 19.
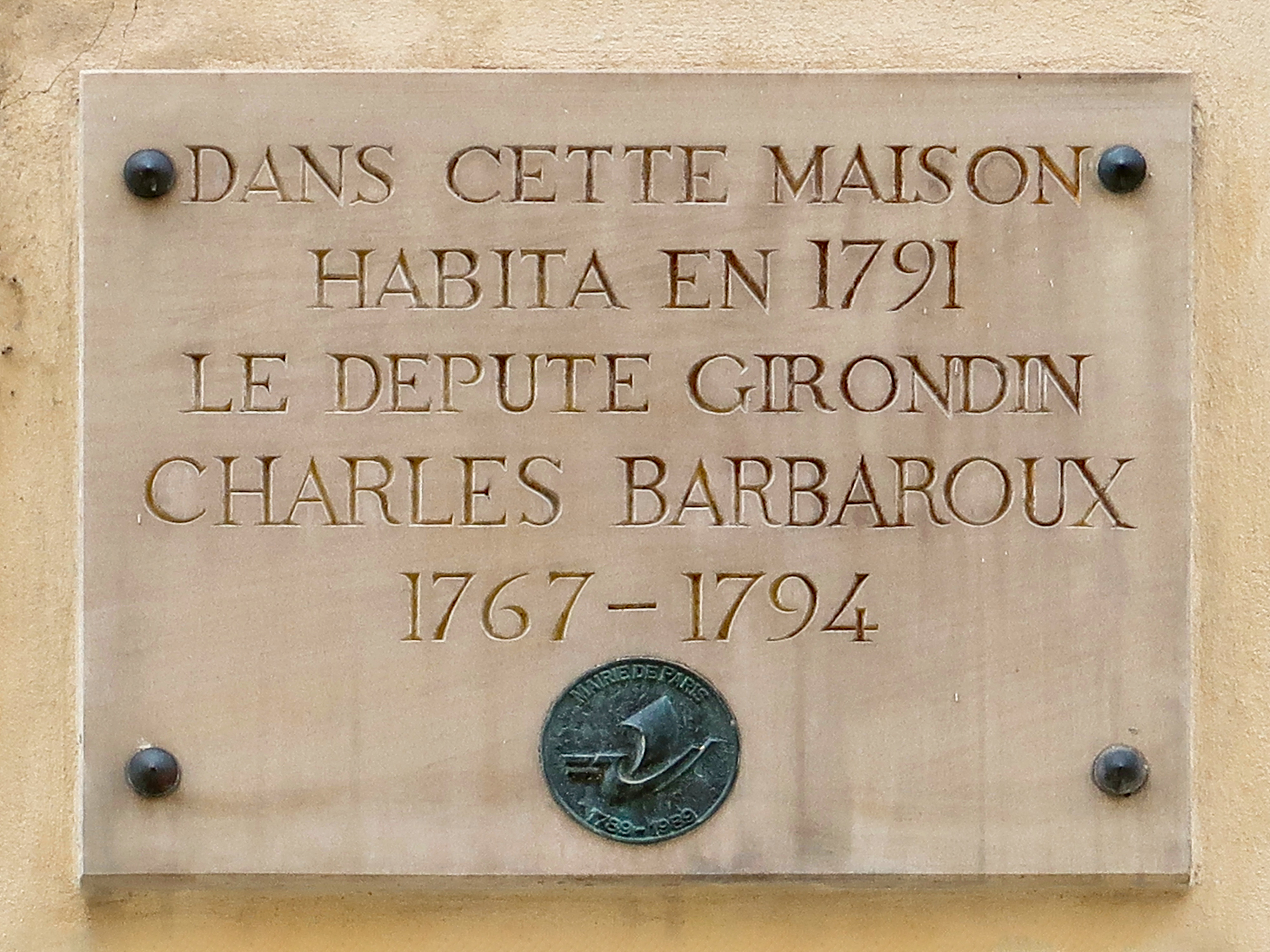
Tafel an der Nr. 20 aus Anlass des 200-jährigen Jubiläums der Französischen Revolution.
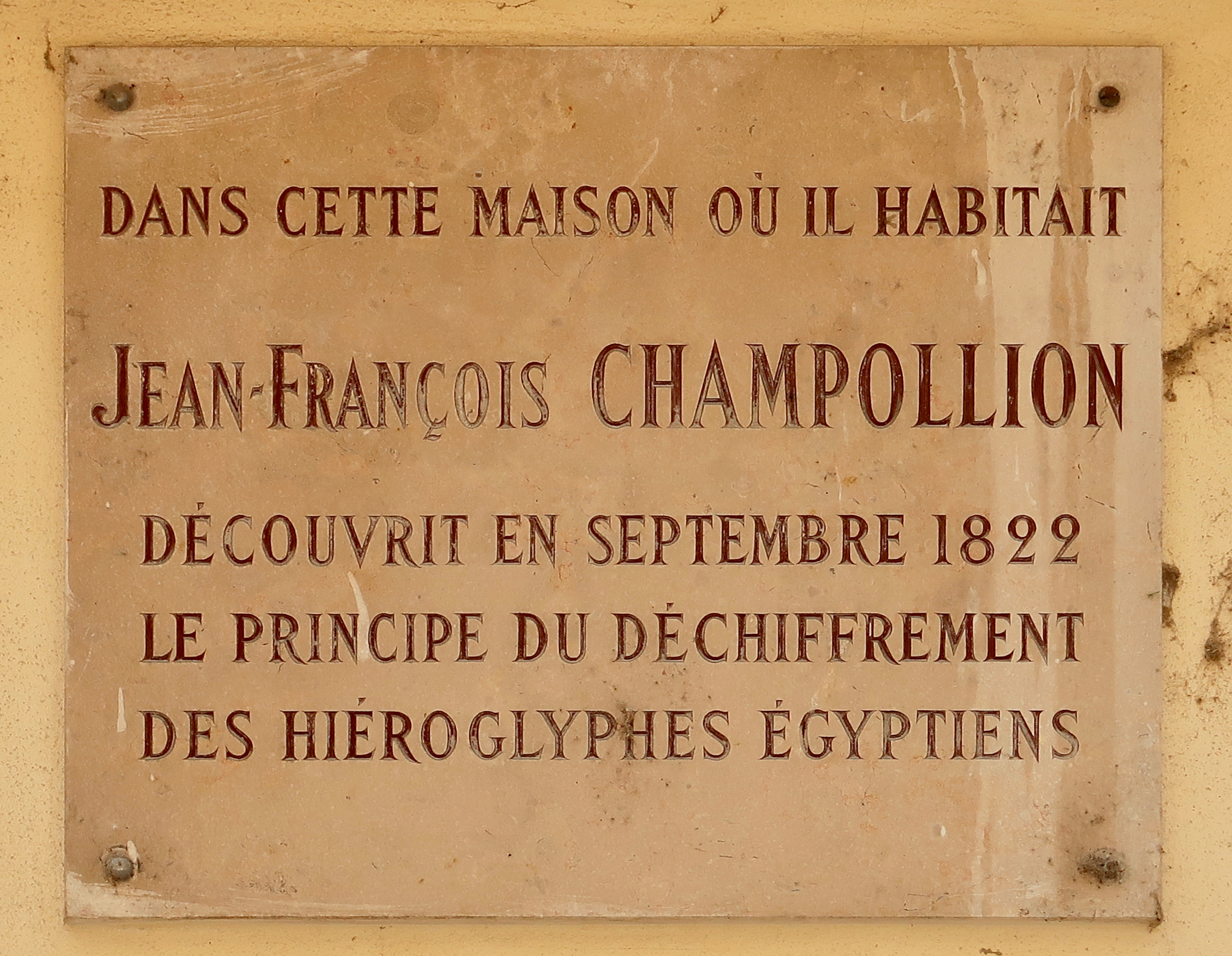
Tafel an der Nr. 28.

- Nr. 19: Wohnung des 1944 ins KZ Theresienstadt deportierten Dichters und Widerstandskämpfers Robert Desnos, der dort 1945 an Typhus starb; eine Gedenktafel erinnert an ihn. Im Erdgeschoss befand sich lange Zeit das Café Le Rubens, in dessen hinterem Raum der Schriftsteller Antoine Blondin arbeitete und empfing.
- Nr. 20: Wohnung des Girondisten Charles Barbaroux, der beim Tuileriensturm das Marseiller Bataillon kommandiert hatte, Charlotte Corday inspirierte und der 1794 guillotiniert in Bordeaux wurde; eine Gedenktafel erinnert an ihn. 1885 wohnte der Marseiller Maler Raymond Allègre (1857–1933) unter dieser Adresse.
- Nr. 27: Überrest der Stadtmauer Philipps II. in der Parkebene im Untergeschoss. Zugang zur Passage Dauphine.
- Nr. 28: Wohnung Jean-François Champollion, dem Entschlüssler der ägyptischen Hieroglyphen pierre de Rosette im Jahr 1822; eine Gedenktafel ehrt ihn. Wohnung des Malers Horace Vernet.
- Nr. 30: Hôtel des Pompes, Sitz des Stabs der Compagnie des Gardes-pompes du Roy, der 1722 durch Ludwig XV. gegründeten Vorläuferin der Pariser Feuerwehr, die von François Dumouriez du Perrier, dem ersten hauptberuflichen Feuerwehrmann Frankreichs, geleitet wurde. Von 1812 bis 1815 wohnte dort der ungarische Dichter János Batsányi; an ihn erinnert eine Gedenktafel.

- Nr. 34: Erstes kooperatives Restaurant der Marmites, einer von Nathalie Lemel und Eugène Varlin gegen Ende des Zweiten Kaiserreichs gegründeten Gesellschaft.
- Nr. 35: Bewohnter Turm der Stadtmauer Philipps II. Hier wurde in der Wohnung ihrer Eltern die Schneiderin Jeanne Lanvin am 1. Januar 1867 geboren.

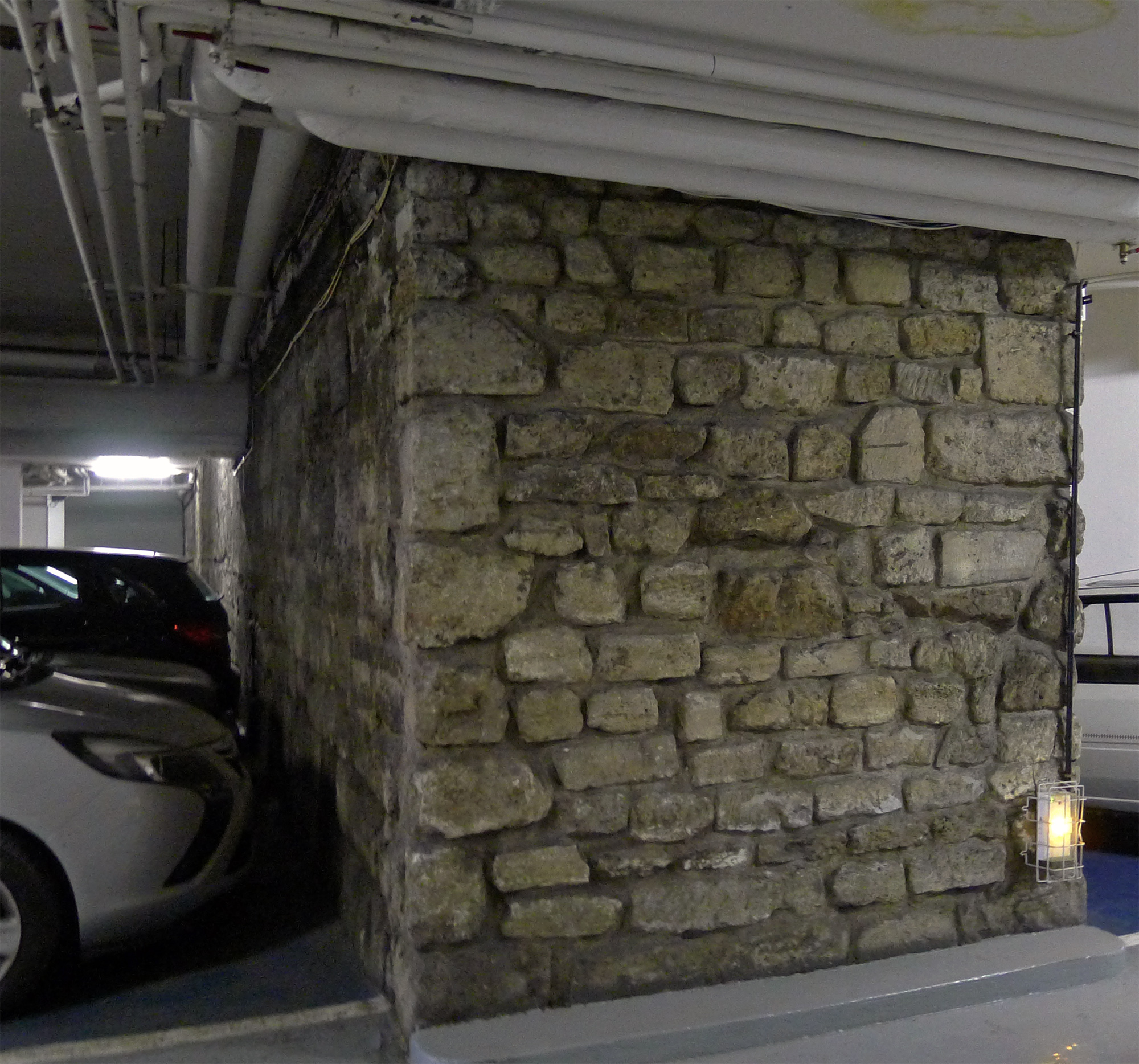
Überrest der Stadtmauer Philipps II. im Untergeschoss der Nr. 35.

- Nr. 36: Wohnung des Pierre-Joseph Proudhon in einem Studentenzimmer; lange Diskussionen mit Karl Marx im Jahr 1844.
- Nr. 41: Früherer Sitz der Éditions de l'Encyclopédie des Nuisances.
- Nr. 42: Jeu de paume de la Bouteille, auch Théâtre Guénégaud genannt. Dort wurde 1669 die erste Pariser Oper geschaffen; Aufführung der von Abbé Pierre Perrin geschriebenen Oper Pomone. Nach Perrins Tod fusionierte seine Truppe mit der Molières, woraus die Truppe Guénégaud entstand. Aus der Fusion dieser Truppe wiederum mit der des Hôtel de Bourgogne entstand 1680 die Comédie-Française.
- Nr. 46: Annex der École des beaux-arts, in dem die studentischen Plakate des Mai 68 gedruckt wurden.
- Nr. 54: Hier residierte 1867 der kurzfristige König von Araukanien und Patagonien, Antoine de Tounens. Im Hof befinden sich Holzhütten. Wohnung von Alexandre Berbiguier de Terre-Neuve du Thym[1].
- Nr. 56: Wohnung des Malers Jean Dannet.
- Nr. 60: Wohnung des Malers Édouard Manet und früherer Eingang zur Buchhandlung Gründ.
- Nr. 70: Zweitwohnung von Pierre-Joseph Proudhon, dem Theoretiker der Anarchie und Autor der Théorie de la propriété. Er arbeitete am nahgelegenen Quai des Grands Augustins und nutzte häufig die Bibliothèque Mazarine.
- Nr. 72: Wohnung des Schriftstellers Antoine Blondin[2].

Ebenfalls in der Rue Mazarine, im Jeu de paume de Bergeron, suchte der Club des Cordeliers Zuflucht, nachdem er 1792 aus dem Konvent, dessen Namen er übernommen hatte, vertrieben worden war.

## Die Straße in der Kunst

### In der Literatur
In Honoré de Balzacs La Rabouilleuse zieht Madame Bridau, um ihre Lebenshaltungskosten zu reduzieren, 1811 mit ihren Söhnen Joseph und Philippe als Mieterin zu Madame Descoing in die oberste Etage eines Hauses in der Rue Mazarine in der Nähe der École des beaux-arts, wo Joseph Malerei studiert.
In Émile Zolas Thérèse Raquin kauft Madame Raquin ein Nähgeschäft in der Passage du Pont-Neuf; die Passage verbindet die Rue Mazarine mit der Rue de Seine, wie zu Beginn des Buches erwähnt wird.

### In der populären Musik
Ein Lied von Doc Gynéco auf dem AlbumQuality Street trägt den Titel Rue Mazarine; dort heißt es: „Ça c'est ma lettre à la fille de Saint-Germain / Y a trop d'histoires inventées à son sujet / Rue Mazarine je ne t'abandonnerai jamais.“
Les Ogres de Barback haben die Rue Mazarine in Terrain Vague besungen.

### Fotokunst
Das 1950 entstandene Werk Amoureux aux oranges, rue Mazarine, ist ein Foto von Robert Doisneau, das einen Mann zeigt, der eine Frau küsst, während sie auf dem Bürgersteig hinter einem Obsthändler vorbeigehen.